# Olek Skilgannon
Olek Skilgannon is een personage in de Drenai-reeks, gecreëerd door David Gemmell. Hij is het hoofdpersonage in Witte Wolf en De Zwaarden van dag en nacht. Zijn volledige naam luidt Olek Skilgannon, maar de meesten kennen hem alleen als Skilgannon, de vervloekte. Hij is een Nashaniet, uitstekend zwaardvechter en in het bezit van De Zwaarden van Dag en Nacht, waarin een demon schuilt.

## Biografie
In Witte Wolf wordt zijn leven met flashbacks verteld. Hij stamt uit een rijke familie maar zijn personeel wordt door zijn rivaal Boranius in naam van de koning vermoord. Samen met Jianna, zijn vriendin en de dochter van de vermoorde koning, weet hij de stad te ontvluchten. Jaren later bestijgt Jianna de troon en wordt Skilgannon generaal in haar leger. Beetje bij beetje verandert ze echter in een ware heks en regeert ze het land als een echte tiranne. Nadat Skilgannon in haar naam een hele stad heeft moeten uitmoorden, trekt hij zich terug uit het leger en wordt priester. Aan deze moordpartij dankt hij ook zijn bijnaam De Vervloekte. Jianni stuurt nog een moordcommando op hem af, maar dankzij de hulp van de zwaarden van Dag en Nacht verslaat Skilgannon hen op zijn eentje. Hij trekt zich nadien terug uit het openbare leven en betreedt een kloosterorde.
In deze kloosterorde wordt hij priester en draagt hij vanaf dan de naam broeder Lantaarn. In de stad waar het klooster gelegen is, komt het echter tot een opstand tegen de kloosterorde. Wanneer een van zijn medebroeders wordt belaagd, kan hij zich niet inhouden en hij snelt hem te hulp. Op zijn eentje weet hij een hele bende te verslaan. Omdat hij zich realiseert dat hij nu een gevaar voor de kloosterorde is geworden, verlaat hij de stad, samen met een collega priester en een jongen die bij de schermutselingen betrokken was.
Op zijn reis komt hij de Drenaïsche held Druss tegen, die net een bende vluchtende mensen beschermt tegen corrupte soldaten. De twee worden al snel vrienden en reizen van dan af samen verder. Druss is inmiddels al een jaar of vijftig en heeft een gevestigde reputatie als de beste krijger aller tijden. Hij is op zoek naar een oude strijdmakker van hem, maar weet niet eens of die nog wel leeft. Zonder dat hij het zelf beseft, heeft hij een grote invloed op Skilgannon.
Samen vinden ze Druss' strijdmakker, maar die blijkt in een mengsel te zijn veranderd, half mens, half dier. Ze trekken naar de tempel van Ustarte, om Druss - die dan erg ziek is - te genezen en om zijn oude strijdmakker terug in een mens te doen veranderen. Nadien trekt Skilgannon alleen verder en gaat Druss terug naar zijn hut in de bergen, samen met een jong meisje wier leven hij onderweg gered heeft.
Wanneer Druss ongeveer 20 jaar later sneuvelt in het beleg van Dross Delnoch, zal het Skilgannon zijn die zijn bijl Snaga meeneemt uit het kamp van de Nadir.
Niet veel later zal ook Skilgannon sneuvelen, in wat voordien al een oneerlijke strijd leek. Koning Bakila wil Angostin veroveren en heeft daarvoor een enorm leger verzameld. Eerst slaagt Skilgannon er nog in om het leger te stoppen, maar wanneer datzelfde leger acht jaar later terugkeert, is de overmacht echt te groot. In een laatste charge te paard weet Skilgannon koning Bakila nog te doden, maar hij sneuvelt zelf. Hij zou 54 jaar oud zijn geweest.
Ongeveer 1000 jaar na zijn dood, wordt zijn lichaam gereïncarneerd om opnieuw de strijd aan te binden met Jianni, die ook gereïncarneerd is en het land op tirannieke wijze regeert. Ook Druss zal heel eventjes terug tot leven worden geroepen, om nog één keer aan de zijde van Skilgannon het kwaad te bestrijden.

## De Zwaarden van dag en nacht
De zwaarden van Dag en Nacht zijn twee vervloekte zwaarden, waarin net zoals in de bijl Snaga van Druss een demon schuilt. Skilgannon slaagt er net in om de demon te overwinnen. Dit zijn kopieën van een veel ouder en gevaarlijker paar, dat eveneens bezeten is: de zwaarden van Bloed en Vuur.

## Familie
Over de familie van Skilgannon is veel geweten in vergelijking met andere helden zoals Waylander en Druss. Zijn vader Decado, een generaal in het Nashanitische leger. Er is ook een familietraditie dat alle mannelijke familieleden ofwel Olek, ofwel Decado worden genoemd. Op het einde van Witte Wolf, vertelt de priesteres Ustarte dat Garrianne zwanger is van Skilgannon. In lijn van de traditie, noemt Garrianne haar kind dan ook Decado.
In De Zwaarden van Dag en Nacht wordt duidelijk dat Skilgannon een achterkleinzoon heeft die ook Decado heet. Deze Decado was een van de hoofdrollen in een ander boek van David Gemmell, genaamd De Schaduwprins. Deze Decado maakte deel uit van een groep krijgers die tot de orde van de draak behoorden. Deze orde werd echter ontbonden en Decado ging in het klooster om deel te worden van De Dertig, een kloosterorde die in alle boeken van de Drenaïreeks een rol zouden spelen. Het is deze Decado die in De Zwaarden van Dag en Nacht wordt gereïncarneerd en generaal wordt van Jianna. Skilgannon realiseert zich in een duel met hem dat dit de enige krijger is die hem met een zwaard zou kunnen verslaan, maar dat het duidelijk is dat Decado zich opzettelijk terughoudt, waarschijnlijk omdat hij zijn overgrootvader niet wil vermoorden.

## Boeken waarin Skilgannon voorkomt
- Witte Wolf
- De zwaarden van Dag en Nacht